# Dirka po Italiji 1935
Dirka po Italiji 1935 (italijansko Giro d'Italia 1935) je 23. izvedba dirke po Italiji, tritedenske moške cestne kolesarske etapne dirke. Začela se je 18. maja v Milanu in končala 9. junija v Milanu. Sodeloval je 101 kolesar iz sedmih ekip in privatnih kolesarjev. Rožnato majico je prvič osvojil Vasco Bergamaschi (Maino–Girardengo), drugo mesto Giuseppe Martano (Fréjus), tretje pa Giuseppe Olmo (Bianchi).

## Ekipe
- Bianchi
- Dei
- Fréjus
- Gloria
- Helyett–Hutchinson
- Legnano–Wolsit
- Maino–Girardengo

## Etape
| Etapa | Datum    | Štart/Cilj                  | Razdalja    | Tip         | Tip                  | Zmagovalec                |             |
| ----- | -------- | --------------------------- | ----------- | ----------- | -------------------- | ------------------------- | ----------- |
| 1     | 18. maj  | Milano – Cremona            | 165 km      |             | ravninska etapa      | Vasco Bergamaschi (ITA)   |             |
| 2     | 19. maj  | Cremona – Mantova           | 175 km      |             | gorska etapa         | Domenico Piemontesi (ITA) |             |
| 3     | 20. maj  | Mantova – Rovigo            | 162 km      |             | ravninska etapa      | Learco Guerra (ITA)       |             |
| 4     | 21. maj  | Rovigo – Cesenatico         | 140 km      |             | ravninska etapa      | Learco Guerra (ITA)       |             |
| 5a    | 22. maj  | Cesena – Riccione           | 35 km       |             | posamični kronometer | Giuseppe Olmo (ITA)       |             |
| 5b    | 22. maj  | Riccione – Portocivitanova  | 136 km      |             | ravninska etapa      | Antonio Folco (ITA)       |             |
|       | 23. maj  | dan počitka                 | dan počitka | dan počitka | dan počitka          | dan počitka               | dan počitka |
| 6     | 24. maj  | Portocivitanova – L'Aquila  | 171 km      |             | gorska etapa         | Gino Bartali (ITA)        |             |
| 7     | 25. maj  | L'Aquila – Lanciano         | 146 km      |             | gorska etapa         | Learco Guerra (ITA)       |             |
| 8     | 26. maj  | Lanciano – Bari             | 308 km      |             | ravninska etapa      | Learco Guerra (ITA)       |             |
|       | 27. maj  | dan počitka                 | dan počitka | dan počitka | dan počitka          | dan počitka               | dan počitka |
| 9     | 28. maj  | Bari – Neapelj              | 333 km      |             | gorska etapa         | Raffaele Di Paco (ITA)    |             |
|       | 29. maj  | dan počitka                 | dan počitka | dan počitka | dan počitka          | dan počitka               | dan počitka |
| 10    | 30. maj  | Neapelj – Rim               | 250 km      |             | gorska etapa         | Learco Guerra (ITA)       |             |
| 11    | 31. maj  | Rim – Firence               | 317 km      |             | gorska etapa         | Vasco Bergamaschi (ITA)   |             |
|       | 1. junij | dan počitka                 | dan počitka | dan počitka | dan počitka          | dan počitka               | dan počitka |
| 12    | 2. junij | Firence – Montecatini Terme | 134 km      |             | gorska etapa         | Giuseppe Olmo (ITA)       |             |
| 13a   | 3. junij | Montecatini Terme – Lucca   | 99 km       |             | gorska etapa         | René Debenne (FRA)        |             |
| 13b   | 3. junij | Lucca – Viareggio           | 55 km       |             | posamični kronometer | Maurice Archambaud (FRA)  |             |
| 14    | 4. junij | Viareggio – Genova          | 172 km      |             | gorska etapa         | Raffaele Di Paco (ITA)    |             |
|       | 5. junij | dan počitka                 | dan počitka | dan počitka | dan počitka          | dan počitka               | dan počitka |
| 15    | 6. junij | Genova – Cuneo              | 148 km      |             | gorska etapa         | Giuseppe Olmo (ITA)       |             |
| 16    | 7. junij | Cuneo – Asti                | 91 km       |             | ravninska etapa      | Giuseppe Olmo (ITA)       |             |
| 17    | 8. junij | Asti – Torino               | 250 km      |             | gorska etapa         | Raffaele Di Paco (ITA)    |             |
| 18    | 9. junij | Torino – Milano             | 290 km      |             | ravninska etapa      | Raffaele Di Paco (ITA)    |             |
|       | Skupaj   | Skupaj                      | 3577 km     | 3577 km     | 3577 km              | 3577 km                   | 3577 km     |

## Razvrstitev po klasifikacijah
| Etapa  | Zmagovalec          | Rožnata majica ·    | Vodilni tuji kolesar       | Vodilni neodvisni kolesar | Gorski seštevek | Ekipno           |
| ------ | ------------------- | ------------------- | -------------------------- | ------------------------- | --------------- | ---------------- |
| 1      | Vasco Bergamaschi   | Vasco Bergamaschi   | Malachie Adrien Buttafochi | Armando Zucchini          | brez            | Maino–Girardengo |
| 2      | Domenico Piemontesi | Domenico Piemontesi | Malachie Adrien Buttafochi | Armando Zucchini          | brez            | Maino–Girardengo |
| 3      | Learco Guerra       | Domenico Piemontesi | Malachie Adrien Buttafochi | Armando Zucchini          | brez            | Maino–Girardengo |
| 4      | Learco Guerra       | Walter Fantini      | Malachie Adrien Buttafochi | Armando Zucchini          | brez            | Gloria           |
| 5a     | Giuseppe Olmo       | Giuseppe Olmo       | Malachie Adrien Buttafochi | Armando Zucchini          | brez            | Maino–Girardengo |
| 5b     | Antonio Folco       | Giuseppe Olmo       | Malachie Adrien Buttafochi | Armando Zucchini          | brez            | Maino–Girardengo |
| 6      | Gino Bartali        | Vasco Bergamaschi   | René Debenne               | Ambrogio Morelli          | Gino Bartali    | Fréjus           |
| 7      | Learco Guerra       | Vasco Bergamaschi   | René Debenne               | Ambrogio Morelli          | Gino Bartali    | Fréjus           |
| 8      | Learco Guerra       | Vasco Bergamaschi   | René Debenne               | Ambrogio Morelli          | Gino Bartali    | Fréjus           |
| 9      | Raffaele Di Paco    | Vasco Bergamaschi   | René Debenne               | Ambrogio Morelli          | Gino Bartali    | Fréjus           |
| 10     | Learco Guerra       | Vasco Bergamaschi   | René Debenne               | Ambrogio Morelli          | Gino Bartali    | Fréjus           |
| 11     | Vasco Bergamaschi   | Vasco Bergamaschi   | Maurice Archambaud         | Ambrogio Morelli          | Gino Bartali    | Fréjus           |
| 12     | Giuseppe Olmo       | Vasco Bergamaschi   | Maurice Archambaud         | Ambrogio Morelli          | Gino Bartali    | Fréjus           |
| 13a    | René Debenne        | Vasco Bergamaschi   | Maurice Archambaud         | Ambrogio Morelli          | Gino Bartali    | Fréjus           |
| 13b    | Maurice Archambaud  | Vasco Bergamaschi   | Maurice Archambaud         | Ambrogio Morelli          | Gino Bartali    | Fréjus           |
| 14     | Raffaele Di Paco    | Vasco Bergamaschi   | Maurice Archambaud         | Ambrogio Morelli          | Gino Bartali    | Fréjus           |
| 15     | Giuseppe Olmo       | Vasco Bergamaschi   | Maurice Archambaud         | Ambrogio Morelli          | Gino Bartali    | Fréjus           |
| 16     | Giuseppe Olmo       | Vasco Bergamaschi   | Maurice Archambaud         | Ambrogio Morelli          | Gino Bartali    | Fréjus           |
| 17     | Raffaele Di Paco    | Vasco Bergamaschi   | Maurice Archambaud         | Ambrogio Morelli          | Gino Bartali    | Fréjus           |
| 18     | Raffaele Di Paco    | Vasco Bergamaschi   | Maurice Archambaud         | Ambrogio Morelli          | Gino Bartali    | Fréjus           |
| Skupaj | Skupaj              | Vasco Bergamaschi   | Maurice Archambaud         | Ambrogio Morelli          | Gino Bartali    | Fréjus           |

## Končna razvrstitev
|  | Predstavlja vodilnega v skupnem seštevku |

### Rožnata majica
| Poz. | Kolesar                  | Ekipa            | Čas          |
| ---- | ------------------------ | ---------------- | ------------ |
| 1    | Vasco Bergamaschi (ITA)  | Maino–Girardengo | 113h 22' 46" |
| 2    | Giuseppe Martano (ITA)   | Fréjus           | + 3' 07"     |
| 3    | Giuseppe Olmo (ITA)      | Bianchi          | + 6' 12"     |
| 4    | Learco Guerra (ITA)      | Maino–Girardengo | + 7' 22"     |
| 5    | Maurice Archambaud (FRA) | Dei              | + 9' 19"     |
| 6    | Remo Bertoni (ITA)       | Legnano–Wolsit   | + 9' 46"     |
| 7    | Gino Bartali (ITA)       | Fréjus           | + 9' 46"     |
| 8    | Ezio Cecchi (ITA)        | Gloria           | + 16' 01"    |
| 9    | Augusto Introzzi (ITA)   | Gloria           | + 16' 03"    |
| 10   | Ambrogio Morelli (ITA)   | —                | + 17' 01"    |

### Razvrstitev tujih kolesarjev
| Poz. | Kolesar                  | Ekipa              | Čas          |
| ---- | ------------------------ | ------------------ | ------------ |
| 1    | Maurice Archambaud (FRA) | Dei                | 113h 32' 02" |
| 2    | René Debenne (FRA)       | Dei                | + 21' 55"    |
| 3    | Karl Altenburger (GER)   | Fréjus             | + 23' 53"    |
| 4    | Léon Level (FRA)         | Helyett–Hutchinson | + 37' 14"    |
| 5    | Albert Gabard (FRA)      | Helyett–Hutchinson | + 48' 54"    |
| 6    | Jef Demuysere (BEL)      | Bianchi            | + 1h 02' 10" |
| 7    | Eugène Le Goff (FRA)     | Dei                | + 1h 04' 41" |
| 8    | René Bernard (FRA)       | Helyett–Hutchinson | + 1h 15' 07" |
| 9    | Pierre Cloarec (FRA)     | Dei                | + 1h 15' 56" |
| 10   | Lucien Lauk (FRA)        | Helyett–Hutchinson | + 1h 37' 39" |

### Razvrstitev neodvisnih kolesarjev
| Poz. | Kolesar                 | Čas          |
| ---- | ----------------------- | ------------ |
| 1    | Ambrogio Morelli (ITA)  | 113h 40' 09" |
| 2    | Eugenio Gestri (ITA)    | + 2' 03"     |
| 3    | Cesare Grassi (ITA)     | + 22' 10"    |
| 4    | Renato Scorticati (ITA) | + 23' 03"    |
| 5    | Giovanni Baroni (ITA)   | + 24' 26"    |
| 6    | Carlo Moretti (ITA)     | + 32' 05"    |
| 7    | Armando Zucchini (ITA)  | + 32' 40"    |
| 8    | Carlo Romanatti (ITA)   | + 33' 17"    |
| 9    | Carlo Oria (ITA)        | + 33' 30"    |
| 10   | Giovanni Zandonà (ITA)  | + 37' 18"    |

### Gorski seštevek
| Poz. | Kolesar                 | Ekipa          | Točke |
| ---- | ----------------------- | -------------- | ----- |
| 1    | Gino Bartali (ITA)      | Fréjus         | 44    |
| 2    | Remo Bertoni (ITA)      | Legnano–Wolsit | 28    |
| 3    | Mario Cipriani (ITA)    | Fréjus         | 14    |
| 4    | Francesco Camusso (ITA) | Legnano–Wolsit | 9     |
| 5    | Giuseppe Martano (ITA)  | Fréjus         | 9     |

### Ekipna razvrstitev
| Poz. | Ekipa              | Točke        |
| ---- | ------------------ | ------------ |
| 1    | Fréjus             | 340h 54' 42" |
| 2    | Maino–Girardengo   | + 9' 35"     |
| 3    | Dei                | + 16' 35"    |
| 4    | Gloria             | + 25' 58"    |
| 5    | Legnano–Wolsit     | + 27' 30"    |
| 6    | Helyett–Hutchinson | + 2h 22' 39" |